# Franco Alfonso
Franco Tomás Alfonso (Haedo, 4 maggio 2002) è un calciatore argentino, centrocampista del Central Córdoba (SdE) in prestito dal River Plate.

## Carriera
Alfonso è cresciuto nel settore giovanile del River Plate, dove è approdato nel 2015 dopo aver giocato precedentemente con El Porvenir de Castelar e Vélez Sarsfield. Il 24 settembre 2022 è stato convocato per la prima volta con la prima squadra, sedendosi in panchina nel corso dell'incontro di Primera División perso per 1-0 contro il Talleres (C).
Nel dicembre successivo ha firmato il suo primo contratto da professionista valido fino alla fine del 2023 ed è stato aggregato al gruppo della prima squadra in vista del ritiro precampionato. Il 29 gennaio 2023 ha debuttato in prima squadra, sostituendo José Paradela nel secondo tempo della trasferta di campionato contro il Central Córdoba (SdE).

## Statistiche

### Presenze e reti nei club
Statistiche aggiornate al 2 maggio 2025.
| Stagione        | Squadra               | Campionato      | Campionato | Campionato | Coppe nazionali | Coppe nazionali | Coppe nazionali | Coppe continentali | Coppe continentali | Coppe continentali | Altre coppe | Altre coppe | Altre coppe | Totale | Totale |
| Stagione        | Squadra               | Comp            | Pres       | Reti       | Comp            | Pres            | Reti            | Comp               | Pres               | Reti               | Comp        | Pres        | Reti        | Pres   | Reti   |
| --------------- | --------------------- | --------------- | ---------- | ---------- | --------------- | --------------- | --------------- | ------------------ | ------------------ | ------------------ | ----------- | ----------- | ----------- | ------ | ------ |
| gen.-ago. 2023  | River Plate           | PD              | 5          | 0          | CA+CdL          | 1+0             | 0               | CL                 | 0                  | 0                  | TdC         | 1           | 0           | 7      | 0      |
| ago.-dic. 2023  | Huracán               | PD              | -          | -          | CA+CdL          | 2+13            | 0+2             | -                  | -                  | -                  | -           | -           | -           | 15     | 2      |
| 2024            | Huracán               | PD              | 13         | 0          | CA+CdL          | 4+13            | 0               | -                  | -                  | -                  | -           | -           | -           | 30     | 0      |
| Totale Huracán  | Totale Huracán        | Totale Huracán  | 13         | 0          |                 | 32              | 2               |                    | -                  | -                  |             | -           | -           | 45     | 2      |
| 2025            | Central Córdoba (SdE) | PD              | 5          | 0          | CA              | 1               | 0               | CL                 | 2                  | 0                  | SA          | -           | -           | 8      | 0      |
| Totale carriera | Totale carriera       | Totale carriera | 23         | 0          |                 | 34              | 2               |                    | 2                  | 0                  |             | 1           | 0           | 60     | 2      |

## Palmarès

### Club

#### Competizioni nazionali
- Campionato argentino: 1

River Plate: 2023